# پانورامیو

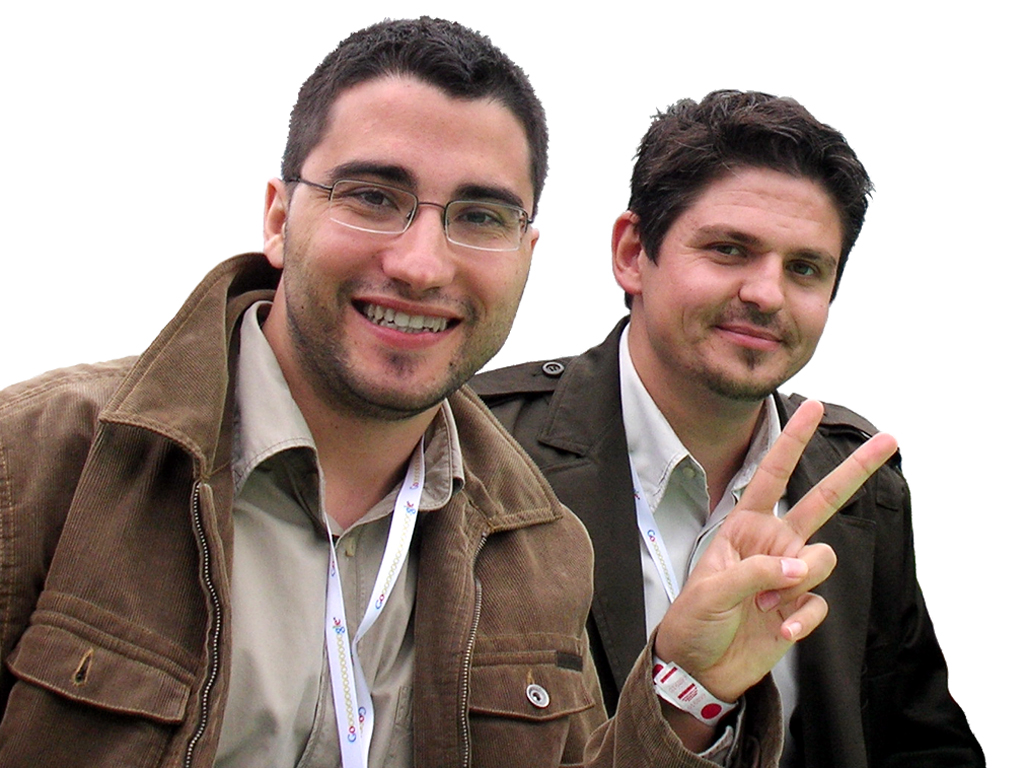
از چپ، یواکین کونکا و ادواردو آگویلو، بنیانگذاران پانورامیو

پانورامیو نام پایگاه اینترنتی اشتراک‌گذاری عکس، متعلق به شرکت گوگل است. دفتر مرکزی این وبگاه اینترنتی در شهر زوریخ سوییس واقع است.

## اهداف
عکس‌های پذیرفته شده این پایگاه در نرم‌افزار گوگل ارث و نقشه‌های گوگل (گوگل مپ) همراه با موقعیت جغرافیایی‌شان نمایش داده می‌شوند.
یکی از اهداف اصلی این وب‌گاه ایجاد فضای ملموس‌تر برای کاربران گوگل‌ارث به وسیله مشاهده تصاویر نقاط مختلف می‌باشد.

## تاریخچه
این پایگاه اینترنتی در سال ۱۳۸۴ به وسیله ادواردو آگویلار مانچون و یواکین کونسا آبلا راه‌اندازی شد.
در فروردین ۱۳۸۶ به مرز یک میلیون کاربر رسید و در مهرماه همان سال پنج میلیون عکس در آن وجود داشد. در ۱۴ تیرماه سال ۱۳۹۳ تعداد عکس موجود در سایت، ۶۶٬۳۳۶٬۳۵۲ بود. در مرداد همان سال تعداد همه عکس، همراه عکسهای حذف شده و طبق کد ، از ۱۱۰ میلیون بالاتر بود. در شهریور سال ۱۳۹۳ پانورامیو یک جامعه بین‌المللی شامل چند میلیون کاربر بود و به ۴۷ تا زبان قابل استفاده بود.

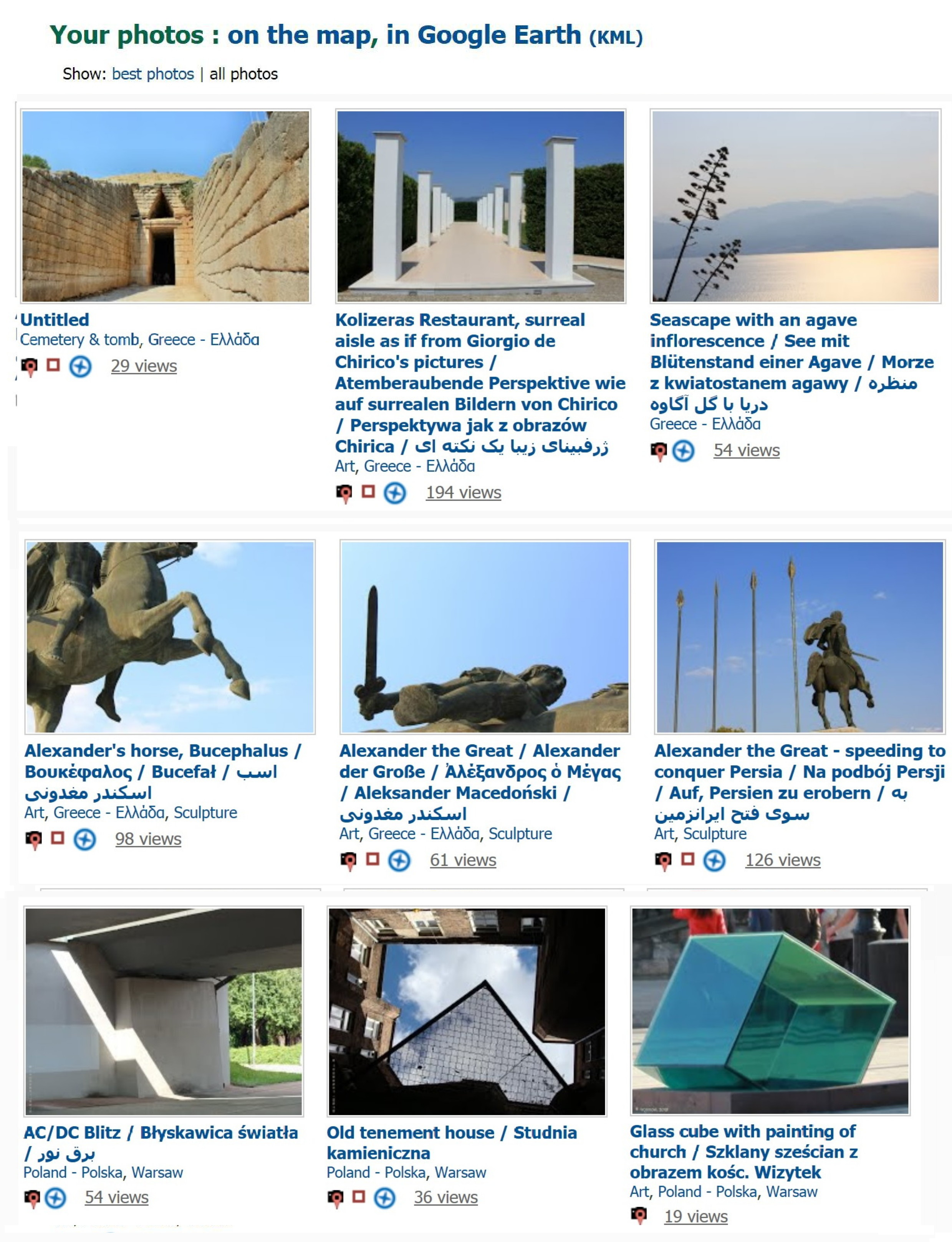
نمونه صفحه پانورامیو (کاربر ۶۵۶۵۶۳) - می توان امکانات زیاد این پایگاه را مشاهده کرد.

پانورامیو در تیرماه سال ۱۳۸۶ توسط شرکت گوگل خریداری شد و به عنوان وبگاه جهانی عکس آن شرکت به جهان معرفی شد. روز ۲۵ شهریور ۱۳۹۳ شرکت گوگل در جشنواره عکاسی فوتوکینا در شهر کلن آلماناعلام کرد که قصد دارد سایت پانورامیو را در آینده نزدیک ببندد و کاربران آن را به مهاجرت به گوگل مپس ویو تشویق و وادار کند. در طی این مهاجرت قرار بود چنین امکانات مورد علاقه جامعه پانورامیو مثل عکاسان مورد علاقه و نظرات و همچنین گروه‌ها از بین رود.

در واکنش به این برنامه یک طرف ریاست شرکت گوگل، تأسیس‌کنندگان پانورامیو یواکین کونسا آبلا، ادواردو آگویلار مانچون و نیز خوزه فلوریدو کُنده درخواستنامه اینترنتی خطاب به گوگل تحت عنوان ای گوگل: جامعه پانورامیو را زنده نگه دارید را راه اندازی کردند تا اعضای پانورامیو و سایر طرفداران این پایگاه، آن را امضاء کنند. خبر این اعتراض و درخواستنامه به زودی انعکاسی در رسانه‌های عمومی جهان پیدا کرد.
این سایت حدود سال ۱۳۸۹ توسط دولت جمهوری اسلامی ایران فیلتر شد و هم‌چنان تا آخرین روزهای وجود پانورامیو فیلتر ماند.